# Orkán Eberhard
Orkán Eberhard byla cyklona, která zasáhla střední Evropu v březnu 2019. Její vítr dosahoval rychlosti až 206 km/h, na následky tohoto orkánu zahynuli 2 lidé. Vítr strhával střechy, bez proudu bylo v Česku 320 tisíc obyvatel. Orkán řádil dne 8. března 2019 a dne 12. března se rozpadl. K největším škodám došlo zejména v Německu, ale také v Česku, Polsku, Maďarsku a Slovensku.